# Interocrea griseapicata
Interocrea griseapicata är en insektsart som beskrevs av Hamilton 1980. Interocrea griseapicata ingår i släktet Interocrea och familjen spottstritar. Inga underarter finns listade i Catalogue of Life.